# Барбара Боссон
Барбара Боссон (англ. Barbara Bosson; нар. 1 листопада 1939, Шарлерой, Пенсільванія — пом. 18 лютого 2023, Лос-Анджелес, Каліфорнія) — американська акторка, шестиразова номінантка премії «Еммі».

## Життя і кар'єра
Барбара Боссон народилася у місті Шарлерой, штат Пенсільванія.
У 1969 році дебютувала з невеликою роллю у фільмі «Булліт» і в наступні роки активно з'являлася у кіно та на телебаченні.
Боссон найбільш відома роллю у телесеріалі «Блюз Гілл-стріт», яку виконувала з 1981 до 1987 рік. Вона отримала п'ять номінацій поспіль на премію «Еммі» за найкращу жіночу роль другого плану у драматичному телесеріалі: з 1981 до 1985 рік.
Вона також знялася у серіалі «Одне вбивство» у 1995—1997 роках, за роль в якому отримала ще одну номінацію на «Еммі». Крім того, брала участь у серіалах «Закон Лос-Анджелеса», «Готель», «Вона написала вбивство», «Поліція Нью-Йорка» та «Лоїс і Кларк: Нові пригоди Супермена».
На великому екрані відома за роллю у фільмі 1984 року «Останній зоряний боєць».
З 1969 до 1997 рік Боссон була одружена зі сценаристом і продюсером Стівеном Бочко, у них двоє дітей.
Барбара Боссон померла 18 лютого 2023 року у Лос-Анджелесі, Каліфорнія, у 83-річному віці.

## Вибрана фільмографія
| Рік  |   | Українська назва                     | Оригінальна назва                            | Роль           |
| ---- | - | ------------------------------------ | -------------------------------------------- | -------------- |
| 1968 | ф | Булліт                               | Bullitt                                      | медсестра      |
| 1969 | с | Меннікс                              | Mannix                                       | міс Райлі      |
| 1977 | ф | Козеріг один                         | Capricorn One                                | Альва Лікок    |
| 1984 | ф | Останній зоряний боєць               | The Last Starfighter                         | Джейн Роган    |
| 1988 | с | Вона написала вбивство               | Murder, She Wrote                            | Діана Реймонд  |
| 1994 | с | Зоряний шлях: Глибокий космос 9      | Star Trek: Deep Space Nine                   | Роана          |
| 1994 | с | Поліція Нью-Йорка                    | NYPD Blue                                    | Міріам Девіс   |
| 1995 | с | Лоїс і Кларк: Нові пригоди Супермена | Lois & Clark: The New Adventures of Superman | доктор Фріскін |